# Draft de l'NBA del 2012
El Draft de l'NBA del 2012 es va celebrar el 28 de juny de 2012 al Prudential Center de la ciutat de Newark (Nova Jersey).

## Primera ronda
|  | Indica jugador que ha estat seleccionat com a mínim en un All-Star Game i un Millor cinc de l'NBA |
|  | jugador que ha estat seleccionat com a mínim en un All-Star Game                                  |
|  | jugador que ha estat seleccionat com a mínim en un All-Star Game                                  |

| Pick | Jugador                | Nacionalitat | Equip NBA                                                | Universitat/Club        |
| ---- | ---------------------- | ------------ | -------------------------------------------------------- | ----------------------- |
| 1    | Anthony Davis          | Estats Units | New Orleans Hornets                                      | Kentucky                |
| 2    | Michael Kidd-Gilchrist | Estats Units | Charlotte Bobcats                                        | Kentucky                |
| 3    | Bradley Beal           | Estats Units | Washington Wizards                                       | Florida                 |
| 4    | Dion Waiters           | Estats Units | Cleveland Cavaliers                                      | Syracuse                |
| 5    | Thomas Robinson        | Estats Units | Sacramento Kings                                         | Kansas                  |
| 6    | Damian Lillard         | Estats Units | Portland Trail Blazers (des de Brooklyn)                 | Weber State             |
| 7    | Harrison Barnes        | Estats Units | Golden State Warriors                                    | North Carolina          |
| 8    | Terrence Ross          | Estats Units | Toronto Raptors                                          | Washington              |
| 9    | Andre Drummond         | Estats Units | Detroit Pistons                                          | Connecticut             |
| 10   | Austin Rivers          | Estats Units | New Orleans Hornets (des de Minnesota via L.A. Clippers) | Duke                    |
| 11   | Meyers Leonard         | Estats Units | Portland Trail Blazers                                   | Illinois                |
| 12   | Jeremy Lamb            | Estats Units | Houston Rockets (des de Milwaukee)                       | Connecticut             |
| 13   | Kendall Marshall       | Estats Units | Phoenix Suns                                             | North Carolina          |
| 14   | John Henson            | Estats Units | Milwaukee Bucks (des de Houston)                         | North Carolina          |
| 15   | Maurice Harkless       | Estats Units | Philadelphia 76ers                                       | St. John's              |
| 16   | Royce White            | Estats Units | Houston Rockets (des de New York)                        | Iowa State              |
| 17   | Tyler Zeller           | Estats Units | Dallas Mavericks                                         | North Carolina          |
| 18   | Terrence Jones         | Estats Units | Houston Rockets (des de Utah vía Minnesota)              | Kentucky                |
| 19   | Andrew Nicholson       | Canadà       | Orlando Magic                                            | St. Bonaventure         |
| 20   | Evan Fournier          | França       | Denver Nuggets                                           | Poiters Basket 86 (FRA) |
| 21   | Jared Sullinger        | Estats Units | Boston Celtics                                           | Ohio State              |
| 22   | Fab Melo               | Brasil       | Boston Celtics (des de L.A. Clippers via Oklahoma City)  | Syracuse                |
| 23   | John Jenkins           | Estats Units | Atlanta Hawks                                            | Vanderbilt              |
| 24   | Jared Cunningham       | Estats Units | Cleveland Cavaliers (des de L.A. Lakers)                 | Oregon State            |
| 25   | Tony Wroten            | Estats Units | Memphis Grizzlies                                        | Washington              |
| 26   | Miles Plumlee          | Estats Units | Indiana Pacers                                           | Duke                    |
| 27   | Arnett Moultrie        | Estats Units | Miami Heat                                               | Mississippi State       |
| 28   | Perry Jones            | Estats Units | Oklahoma City Thunder                                    | Baylor                  |
| 29   | Marquis Teague         | Estats Units | Chicago Bulls                                            | Kentucky                |
| 30   | Festus Ezeli           | Nigèria      | Golden State Warriors (des de San Antonio)               | Vanderbilt              |

## Segona ronda
| Pick | Jugador             | Nacionalitat         | Equip NBA                                                      | Universitat/Club       |
| ---- | ------------------- | -------------------- | -------------------------------------------------------------- | ---------------------- |
| 31   | Jeffery Taylor      | Suècia               | Charlotte Bobcats                                              | Vanderbilt             |
| 32   | Tomas Satoransky    | Txèquia              | Washington Wizards                                             | Banca Cívica (ESP)     |
| 33   | Bernard James       | Estats Units         | Cleveland Cavaliers                                            | Florida State          |
| 34   | Jae Crowder         | Estats Units         | Cleveland Cavaliers (des de New Orleans via Miami)             | Marquette              |
| 35   | Draymond Green      | Estats Units         | Golden State Warriors (des de Brooklyn)                        | Michigan State         |
| 36   | Orlando Johnson     | Estats Units         | Sacramento Kings                                               | UC Santa Barbara       |
| 37   | Quincy Acy          | Estats Units         | Toronto Raptors                                                | Baylor                 |
| 38   | Quincy Miller       | Estats Units         | Denver Nuggets (des de Golden State via New York)              | Baylor                 |
| 39   | Khris Middleton     | Estats Units         | Detroit Pistons                                                | Texas A&M              |
| 40   | Will Barton         | Estats Units         | Portland Trail Blazers (des de Houston via Minnesota)          | Memphis                |
| 41   | Tyshawn Taylor      | Estats Units         | Portland Trail Blazers                                         | Kansas                 |
| 42   | Doron Lamb          | Estats Units         | Milwaukee Bucks                                                | Kentucky               |
| 43   | Mike Scott          | Estats Units         | Atlanta Hawks (des de Phoenix)                                 | Virginia               |
| 44   | Kim English         | Estats Units         | Detroit Pistons (des de Houston)                               | Missouri               |
| 45   | Justin Hamilton     | Estats Units         | Philadelphia 76ers                                             | LSU                    |
| 46   | Darius Miller       | Estats Units         | New Orleans Hornets (des de Dallas via Washington)             | Kentucky               |
| 47   | Kevin Murphy        | Estats Units         | Utah Jazz                                                      | Tennessee Tech         |
| 48   | Kostas Papanikolaou | Grècia               | New York Knicks                                                | Olympiakos BC (GRE)    |
| 49   | Kyle O'Quinn        | Estats Units         | Orlando Magic                                                  | Norfolk State          |
| 50   | Izzet Turkyilmaz    | Turquia              | Denver Nuggets                                                 | Banvit BK (TUR)        |
| 51   | Kris Joseph         | Canadà               | Boston Celtics                                                 | Syracuse               |
| 52   | Ognjen Kuzmic       | Bòsnia i Hercegovina | Golden State Warriors (des de Atlanta)                         | Clínicas Rincón (ESP)  |
| 53   | Furkan Aldemir      | Turquia              | Los Angeles Clippers                                           | Galatasaray (TUR)      |
| 54   | Tornike Shengelia   | Geòrgia              | Philadelphia 76ers (des de Memphis)                            | Spirou Charleroi (BEL) |
| 55   | Darius Johnson-Odom | Estats Units         | Dallas Mavericks (des de L.A. Lakers)                          | Marquette              |
| 56   | Tomislav Zubcic     | Croàcia              | Toronto Raptors (des de Indiana)                               | Cibona Zagreb (CRO)    |
| 57   | Ilkan Karaman       | Turquia              | Brooklyn Nets (des de Miami)                                   | Pınar Karşıyaka (TUR)  |
| 58   | Robbie Hummel       | Estats Units         | Minnesota Timberwolves (des de Oklahoma City)                  | Purdue                 |
| 59   | Marcus Denmon       | Estats Units         | San Antonio Spurs                                              | Missouri               |
| 60   | Robert Sacre        | Canadà               | Los Angeles Lakers (des de Chicago via Milwaukee via Brooklyn) | Gonzaga                |